# 쇼! 음악중심
《쇼! 음악중심》은 MBC TV에서 매주 토요일 오후 3시 15분에 방송되는 음악 프로그램이다.

## 역사
- 2005년 10월 29일 : '쇼! 음악중심' 이름으로 첫 방송
- 2007년 12월 15일: 100회 특집 방송
- 2009년 3월 7일 : 로고 변경
- 2010년 2월 20일 : 200회 특집 방송
- 2011년 7월 30일 : 울산 서머페스티벌과 함께 쇼! 음악중심 공연 시작
- 2012년 3월 24일 : 300회를 맞았으나, MBC 파업으로 인해 특별 기획 없이 방송
- 2013년 4월 20일 : 순위제 부활
- 2014년 3월 8일 : 400회 특집 방송
- 2014년 8월 16일 : 음원 사이트인 멜론(Melon)이 가상광고 시행 
 (곡 제목 등의 자막을 멜론 디자인으로 변경)
- 2014년 9월 13일 : 현 본사 사옥인 상암동 MBC 신사옥에서 첫방송
- 2015년 11월 21일 : 순위제가 다시 폐지와 함께 HOT 3 코너가 신설
- 2016년 4월 16일 : 500회 특집 방송
- 2017년 4월 22일 : 순위제가 다시 시행
- 2018년 3월 10일 : 음원 사이트인 멜론(Melon)이 가상광고 종료
- 2018년 8월 11일 : 600회 특집 방송
- 2019년 6월 1일 : 2009년 4월 11일부터 사용되었던 로고로 변경
- 2020년 7월 25일 : 2020년 음악방송 최초로 시청률 2.1% 기록
- 2019년 8월 24일 ~ 2020년 7월 25일 : 음원 사이트인 바이브(VIBE)가 가상광고 시행 
 (하단 노래자막)
- 2020년 2월 1일 ~ 2022년 5월 7일 : 코로나19 범유행 문제로 인해 무관객이 생방송과 함께 사전녹화 시작
- 2020년 9월 26일 ~ 2021년 5월 8일 : 음원 사이트인 플로(FLO)가 가상광고 시행 
 (하단 노래자막)
- 2020년 11월 7일 : 700회 특집 방송
- 2020년 11월 28일 : MC 컷과 직캠 영상을 인터넷에 게시하기 시작
- 2023년 3월 11일: 800회 특집 방송

## MC
| 대수 | 진행자                                    | 진행자                                    | 방송 기간                          |
| ---- | ----------------------------------------- | ----------------------------------------- | ---------------------------------- |
| 1대  | 신동욱, 홍수아                            | 신동욱, 홍수아                            | 2005년 10월 29일 ~ 2006년 2월 25일 |
| 2대  | 브라이언 (플라이 투 더 스카이)            | 장미인애                                  | 2006년 3월 4일 ~ 2006년 9월 2일    |
| 3대  | 브라이언 (플라이 투 더 스카이)            | 김현중 (SS501)                            | 2006년 9월 9일 ~ 2007년 3월 3일    |
| 4대  | 브라이언 (플라이 투 더 스카이)            | 현아, 안소희                              | 2007년 3월 10일 ~ 2007년 5월 26일  |
| 5대  | 브라이언 (플라이 투 더 스카이)            | 강인                                      | 2007년 6월 9일 ~ 2007년 8월 25일   |
| 6대  | T.O.P, 선예, 안소희                       | T.O.P, 선예, 안소희                       | 2007년 9월 8일 ~ 2008년 3월 1일    |
| 7대  | 솔비, 대성 (빅뱅), 승리                   | 솔비, 대성 (빅뱅), 승리                   | 2008년 3월 8일 ~ 2009년 2월 28일   |
| 8대  | 티파니 & 유리 (소녀시대)                  | 티파니 & 유리 (소녀시대)                  | 2009년 3월 7일 ~ 2010년 8월 28일   |
| 9대  | 온유 & 민호 (샤이니), 수지, 지연 (티아라) | 온유 & 민호 (샤이니), 수지, 지연 (티아라) | 2010년 9월 4일 ~ 2011년 8월 27일   |
| 10대 | 수지, 지연 (티아라), 스페셜 MC            | 수지, 지연 (티아라), 스페셜 MC            | 2011년 9월 10일 ~ 2011년 11월 26일 |
| 11대 | 티파니 & 유리 (소녀시대)                  | 티파니 & 유리 (소녀시대)                  | 2011년 12월 10일 ~ 2012년 2월 25일 |
| 12대 | 태연 & 티파니 & 서현 (소녀시대)           | 태연 & 티파니 & 서현 (소녀시대)           | 2012년 3월 10일 ~ 2013년 3월 2일   |
| 13대 | 민호 (샤이니)                             | 김소현, 노홍철                            | 2013년 3월 9일 ~ 2014년 8월 30일   |
| 14대 | 민호 (샤이니)                             | 김소현, 지코 (블락비)                     | 2014년 9월 6일 ~ 2015년 2월 28일   |
| 15대 | 민호 (샤이니)                             | 엔 (빅스), 예리 (레드벨벳)                | 2015년 3월 7일 ~ 2015년 11월 14일  |
| 16대 | 김새론                                    | 김민재                                    | 2015년 11월 21일 ~ 2016년 8월 27일 |
| 17대 | 김새론                                    | 차은우 (아스트로), 이수민                 | 2016년 9월 10일 ~ 2017년 2월 25일  |
| 18대 | 차은우 (아스트로), 시연                   | 차은우 (아스트로), 시연                   | 2017년 3월 4일 ~ 2018년 1월 27일   |
| 19대 | 강미나                                    | 마크 (NCT), 옹성우                        | 2018년 2월 24일 ~ 2018년 9월 22일  |
| 20대 | 강미나                                    | 마크 (NCT)                                | 2018년 9월 29일 ~ 2019년 1월 12일  |
| 21대 | 강미나                                    | 찬희 (SF9), 현진 (스트레이 키즈)          | 2019년 3월 9일 ~ 2020년 2월 29일   |
| 22대 | 김민주                                    | 찬희 (SF9), 현진 (스트레이 키즈)          | 2020년 3월 7일 ~ 2021년 2월 27일   |
| 23대 | 김민주                                    | 찬희 (SF9)                                | 2021년 2월 20일 ~ 2021년 4월 24일  |
| 24대 | 김민주                                    | 찬희 (SF9), 예지 (ITZY)                   | 2021년 5월 1일 ~ 2021년 7월 17일   |
| 25대 | 김민주                                    | 정우 (NCT), 리노 (스트레이 키즈)          | 2021년 8월 14일 ~ 2023년 1월 28일  |
| 26대 | 스페셜 MC                                 | 정우 (NCT), 리노 (스트레이 키즈)          | 2023년 2월 4일 ~ 2023년 4월 8일    |
| 27대 | 설윤 (NMIXX)                              | 정우 (NCT), 리노 (스트레이 키즈)          | 2023년 4월 15일 ~ 2023년 11월 4일  |
| 28대 | 설윤 (NMIXX)                              | 영훈 (더보이즈), 이정하                   | 2023년 11월 11일 ~ 2025년 2월 15일 |
| 29대 | 에이나 (Hearts2Hearts)                    | 김규빈 (제로베이스원), 도훈 (TWS)         | 2025년 3월 1일 ~ 현재              |

### 스페셜 MC
| 진행자                                                                                   | 방송일                             | 비고                  |
| ---------------------------------------------------------------------------------------- | ---------------------------------- | --------------------- |
| 노홍철, 민호 (샤이니), 마크 (NCT), 강미나                                                | 2018년 8월 11일                    | 600회 특집            |
| 박성광, 강미나, 주연 (더보이즈)                                                          | 2018년 10월 6일                    | 605회                 |
| 박성광, 강미나, 마크 (NCT)                                                               | 2018년 10월 13일                   | 606회                 |
| 몬스타엑스 (셔누, 민혁), 골든차일드 (최보민, 김동현), 스트레이 키즈 (현진, 방찬), 강미나 | 2018년 10월 27일                   | 608회                 |
| 마크 (NCT), 강미나, 찬열 (EXO)                                                           | 2018년 11월 17일                   | 610회                 |
| 마크 (NCT), 차은우 (아스트로)                                                            | 2018년 12월 8일                    | 612회                 |
| 강미나, 마크 (NCT), 차은우 (아스트로)                                                    | 2018년 12월 15일                   | 613회                 |
| 강미나, 마크 (NCT), 강승윤 (위너)                                                        | 2018년 12월 22일                   | 614회                 |
| 강미나, 신우 (B1A4), 차은우 (아스트로)                                                   | 2019년 1월 19일                    | 618회                 |
| 강미나, 차은우 (아스트로)                                                                | 2019년 1월 26일, 2월 2일           | 619회 / 620회         |
| 강미나, 현진 (스트레이 키즈), 아이엔 (스트레이 키즈)                                     | 2019년 9월 21일                    | 649회                 |
| 찬희(SF9), 강미나, 인성 (SF9)                                                            | 2019년 9월 28일                    | 650회                 |
| 렌 (뉴이스트), 찬희 (SF9), 강미나, 현진 (스트레이 키즈)                                  | 2019년 11월 2일                    | 654회                 |
| 효진 (온앤오프), 강미나, 현진 (스트레이 키즈)                                            | 2019년 11월 16일                   | 656회                 |
| 강미나, 현진 (스트레이 키즈), 박지훈                                                     | 2019년 12월 7일                    | 658회                 |
| 강미나, 현진 (스트레이 키즈), 아이엔 (스트레이 키즈)                                     | 2019년 12월 28일                   | 661회                 |
| 찬희 (SF9), 김민주, 김현수                                                               | 2021년 2월 20일                    | 714회                 |
| 찬희 (SF9), 김민주, 예지 (ITZY)                                                          | 2021년 2월 27일                    | 715회                 |
| 찬희 (SF9), 김민주, 민호 (샤이니)                                                        | 2021년 3월 6일                     | 716회                 |
| 찬희 (SF9), 김민주, 김세정                                                               | 2021년 3월 13일                    | 717회                 |
| 찬희 (SF9), 김민주, 박지훈                                                               | 2021년 3월 20일                    | 718회                 |
| 찬희 (SF9), 김민주, 미나                                                                 | 2021년 3월 27일                    | 719회                 |
| 찬희 (SF9), 김민주, 주헌 (몬스타엑스)                                                    | 2021년 4월 17일                    | 720회                 |
| 찬희 (SF9), 김민주, 차은우 (아스트로)                                                    | 2021년 4월 24일                    | 721회                 |
| 찬희 (SF9), 김민주, 마크 (NCT)                                                           | 2021년 5월 29일                    | 726회                 |
| 찬희 (SF9), 김민주, 조이 (레드벨벳)                                                      | 2021년 6월 5일                     | 727회                 |
| 찬희 (SF9), 김민주, 우영 (2PM)                                                           | 2021년 7월 10일                    | 732회                 |
| 리노 (스트레이 키즈), 김민주, 재민 (NCT)                                                 | 2021년 12월 18일                   | 751회                 |
| 정우 (NCT), 김민주, 찬희 (SF9)                                                           | 2022년 1월 15일                    | 754회                 |
| 정우 (NCT), 김민주, 주연 (더보이즈)                                                      | 2022년 1월 22일                    | 755회                 |
| 리노 (스트레이 키즈), 김민주, 정우 (NCT), 재준 (TAN)                                     | 2022년 3월 12일                    | 758회                 |
| 김민주, 정우 (NCT), 재준(TAN)                                                            | 2022년 3월 19일                    | 759회                 |
| 정우 (NCT), 김민주, 한 (스트레이 키즈)                                                   | 2022년 3월 26일                    | 760회                 |
| 리노 (스트레이 키즈), 김민주, 차은우 (아스트로)                                          | 2022년 5월 21일                    | 766회                 |
| 리노 (스트레이 키즈), 김민주, 조유리                                                     | 2022년 6월 4일                     | 767회                 |
| 정우 (NCT), 김민주, 김재환                                                               | 2022년 6월 11일                    | 768회                 |
| 다현 (TWICE), 김민주                                                                     | 2022년 6월 25일, 7월 2일           | 769회 / 770회         |
| 정우 (NCT), 김민주, 강승윤 (위너)                                                        | 2022년 7월 9일                     | 771회                 |
| 정우 (NCT), 김민주, 예지(ITZY)                                                           | 2022년 7월 16일, 7월 23일          | 772회 / 773회         |
| 리노 (스트레이 키즈), 김민주, 주연 (더보이즈)                                            | 2022년 8월 20일                    | 776회                 |
| 다현 (트와이스), 김재환                                                                  | 2022년 9월 17일                    | 779회                 |
| 김민주, 스트레이 키즈 (리노, 승민)                                                       | 2022년 10월 8일                    | 782회                 |
| 김민주, 스트레이 키즈 (리노, 한)                                                         | 2022년 10월 22일                   | 783회                 |
| 김민주, NCT (정우, 도영)                                                                 | 2022년 11월 12일                   | 785회                 |
| 김민주, ITZY (예지, 리아)                                                                | 2022년 12월 3일                    | 788회                 |
| 김민주, 아스트로 (문빈, 산하)                                                            | 2023년 1월 7일                     | 792회                 |
| 리노 (스트레이 키즈), 몬스타엑스 (민혁, 주헌)                                            | 2023년 1월 14일                    | 793회                 |
| NCT (쟈니, 정우)                                                                         | 2023년 2월 4일, 2월 11일, 4월 8일  | 795회 / 796회 / 803회 |
| 정우 (NCT), 시은 (스테이씨)                                                              | 2023년 2월 18일                    | 797회                 |
| 더보이즈 (영훈, 현재, 주연, 큐)                                                          | 2023년 2월 25일                    | 798회                 |
| 정우 (NCT), 더보이즈 (영훈, 주연)                                                        | 2023년 3월 4일                     | 799회                 |
| 정우 (NCT), 강미나, 찬희 (SF9)                                                           | 2023년 3월 11일                    | 800회 특집            |
| 정우 (NCT), 설윤 (NMIXX)                                                                 | 2023년 3월 25일                    | 802회                 |
| 정우 (NCT), 이민혁 (비투비), 카리나 (에스파)                                             | 2023년 5월 13일                    | 808회                 |
| 설윤 (NMIXX), 스트레이 키즈 (리노, 창빈)                                                 | 2023년 6월 24일                    | 814회                 |
| 정우 (NCT), 설윤 (NMIXX), 윤호 (에이티즈)                                                | 2023년 7월 1일                     | 815회                 |
| NMIXX (설윤, 해원), 전현무                                                               | 2023년 7월 22일                    | 818회                 |
| 더보이즈 (주학년, 선우, 에릭)                                                            | 2023년 8월 19일                    | 822회                 |
| 설윤 (NMIXX), NCT (정우, 마크)                                                           | 2023년 9월 2일                     | 824회                 |
| 설윤 (NMIXX), 은석 (RIIZE)                                                               | 2023년 9월 9일                     | 825회                 |
| 설윤 (NMIXX), 더보이즈 (주학년, 선우)                                                    | 2023년 9월 16일                    | 826회                 |
| 설윤 (NMIXX), Key (샤이니), 승희 (오마이걸)                                              | 2023년 9월 23일                    | 827회                 |
| NMIXX (설윤, 배이, 규진)                                                                 | 2023년 10월 21일                   | 829회                 |
| 설윤 (NMIXX), RIIZE (은석, 승한)                                                         | 2023년 10월 28일                   | 830회                 |
| 이정하, 주주 시크릿                                                                      | 2023년 12월 9일                    | 836회                 |
| 이정하, 설윤 (NMIXX), 에릭 (더보이즈)                                                    | 2024년 1월 13일                    | 839회                 |
| 이정하, 설윤 (NMIXX), 도훈 (TWS)                                                         | 2024년 2월 3일                     | 842회                 |
| 이정하, 설윤 (NMIXX), 도훈 (TWS)                                                         | 2024년 2월 3일                     | 842회                 |
| 영훈 (더보이즈), 설윤 (NMIXX), 유아 (오마이걸)                                           | 2024년 3월 9일                     | 846회                 |
| 영훈 (더보이즈), 설윤 (NMIXX), 범규 (투모로우바이투게더)                                 | 2024년 4월 6일                     | 849회                 |
| 영훈 (더보이즈), 원희 (ILLIT), 은석 (RIIZE)                                              | 2024년 4월 13일                    | 850회                 |
| 설윤 (NMIXX), 더보이즈 (영훈, 에릭)                                                      | 2024년 4월 20일                    | 851회                 |
| 설윤 (NMIXX), 제로베이스원 (김규빈, 박건욱)                                              | 2024년 5월 4일                     | 853회                 |
| 설윤 (NMIXX), IVE (레이, 리즈)                                                           | 2024년 5월 11일                    | 854회                 |
| 이정하, 영훈 (더보이즈), 김규빈 (제로베이스원)                                           | 2024년 5월 18일                    | 855회                 |
| 설윤 (NMIXX), 영훈 (더보이즈), 윈터 (aespa)                                              | 2024년 6월 1일                     | 857회                 |
| 이정하, 영훈 (더보이즈), 나연 (트와이스)                                                 | 2024년 6월 22일                    | 860회                 |
| 설윤 (NMIXX), 영훈 (더보이즈), 시온 (NCT WISH)                                           | 2024년 7월 6일                     | 861회                 |
| TWS (신유, 도훈, 지훈)                                                                   | 2024년 7월 13일                    | 862회                 |
| 설윤 (NMIXX), 민호 (샤이니)                                                              | 2024년 7월 17일                    | 일본 공연 특집        |
| 이정하, 정우 (NCT), 리노 (스트레이 키즈)                                                 | 2024년 7월 20일                    | 863회                 |
| 설윤 (NMIXX), 제로베이스원 (김규빈, 박건욱)                                              | 2024년 8월 10일                    | 864회                 |
| 이정하, 설윤 (NMIXX), 김규빈 (제로베이스원)                                              | 2024년 8월 17일, 8월 31일, 9월 7일 | 865회 / 867회 / 868회 |
| 설윤 (NMIXX), 김규빈 (제로베이스원), 찬희 (SF9)                                          | 2024년 8월 24일                    | 866회                 |
| 이정하, 설윤 (NMIXX), 성호 (BOYNEXTDOOR)                                                 | 2024년 9월 14일, 9월 21일          | 869회 / 870회         |
| NMIXX (설윤, 배이, 지우)                                                                 | 2024년 9월 28일                    | 871회                 |
| 이정하, 최예나                                                                           | 2024년 10월 12일                   | 873회                 |
| 이정하, 영훈 (더보이즈), 예지 (ITZY)                                                     | 2024년 10월 19일                   | 874회                 |
| 설윤 (NMIXX), 이정하, 영훈 (더보이즈), 윈터 (aespa)                                      | 2024년 10월 26일                   | 875회                 |

## 방송 시간
| 방송 채널 | 방송 기간                                 | 방송 시간 | 방송 분량 |
| MBC TV |                                           |           |           |
| --- | ----------------------------------------- | --------- | --------- |
| 2005년 10월 29일 ~ 2005년 11월 5일 2005년 11월 26일 ~ 2005년 12월 17일 2006년 1월 7일 ~ 2006년 4월 29일 2006년 5월 13일 ~ 2006년 5월 27일 | 매주 토요일 오후 3시 50분 ~ 오후 4시 50분 | 60분      |           |
| 2005년 11월 12일 | 매주 토요일 오후 3시 40분 ~ 오후 4시 40분 | 60분      |           |
| 2005년 11월 19일 2006년 5월 6일 | 매주 토요일 오후 4시 ~ 오후 4시 50분      | 50분      |           |
| 2005년 12월 24일 | 매주 토요일 오후 3시 30분 ~ 오후 4시 50분 | 70분      |           |
| 2008년 1월 5일 ~ 2008년 2월 2일 2008년 2월 23일 2008년 3월 8일 ~ 2008년 4월 5일 2008년 4월 26일 ~ 2008년 5월 10일 2008년 5월 24일 | 매주 토요일 오후 3시 25분 ~ 오후 4시 25분 | 60분      |           |
| 2008년 2월 16일 2008년 6월 7일 ~ 2008년 6월 14일 2008년 8월 30일 2008년 9월 20일 ~ 2008년 9월 27일 2008년 11월 1일 ~ 2008년 11월 15일 2018년 8월 11일 2018년 9월 22일 2018년 11월 17일 | 매주 토요일 오후 3시 15분 ~ 오후 4시 15분 | 60분      |           |
| 2008년 3월 1일 2008년 4월 12일 2008년 5월 17일 2008년 5월 31일 2008년 6월 28일 ~ 2008년 7월 19일 2008년 8월 16일 2008년 9월 6일 2008년 10월 4일 2017년 9월 2일 2019년 1월 5일 2019년 2월 16일 | 매주 토요일 오후 3시 20분 ~ 오후 4시 20분 | 60분      |           |
| 2008년 7월 26일 2008년 11월 22일 ~ 2008년 12월 27일 2009년 1월 17일 2009년 1월 31일 ~ 2009년 3월 21일 2018년 11월 3일 | 매주 토요일 오후 3시 10분 ~ 오후 4시 10분 | 60분      |           |
| 2009년 3월 28일 2009년 5월 2일 ~ 2009년 7월 25일 2009년 9월 5일 2009년 9월 19일 ~ 2009년 9월 26일 2009년 11월 7일 ~ 2009년 11월 14일 | 매주 토요일 오후 4시 20분 ~ 저녁 5시 15분 | 55분      |           |
| 2009년 8월 1일 ~ 2009년 8월 29일 2009년 10월 24일 2009년 11월 21일 ~ 2009년 12월 19일 2010년 1월 9일 ~ 2010년 2월 6일 2010년 2월 27일 2010년 3월 13일 ~ 2010년 3월 20일 2010년 7월 31일 ~ 2010년 8월 7일 2010년 8월 21일 2010년 10월 16일 ~ 2010년 10월 23일                                                                                                  | 매주 토요일 오후 4시 10분 ~ 저녁 5시 15분 | 65분      |           |
| 2010년 2월 20일 2010년 5월 8일 ~ 2010년 7월 10일 2011년 11월 5일 ~ 2011년 12월 17일 2012년 1월 14일 2012년 1월 28일 ~2012년 3월 31일 2012년 4월 14일 ~ 2012년 4월 28일 2012년 6월 16일 ~ 2012년 7월 21일 2012년 8월 18일 ~ 2012년 8월 25일 | 매주 토요일 오후 4시 ~ 저녁 5시 15분      | 75분      |           |
| 2010년 4월 10일 2010년 7월 24일 2010년 8월 28일 2010년 9월 11일 ~ 2010년 10월 9일 2019년 2월 2일 | 매주 토요일 오후 4시 5분 ~ 저녁 5시 15분  | 70분      |           |
| 2010년 5월 1일 2012년 10월 20일 2012년 11월 10일 ~ 2012년 11월 17일 2012년 12월 1일 2013년 1월 5일 2013년 2월 9일 ~ 2013년 2월 16일 2013년 3월 9일 ~ 2013년 3월 16일 2013년 12월 28일 | 매주 토요일 오후 3시 55분 ~ 저녁 5시 5분  | 70분      |           |
| 2010년 10월 30일 2014년 6월 7일 2014년 6월 14일 2014년 7월 5일 2014년 7월 26일 2014년 8월 16일 2014년 10월 11일 ~ 2014년 10월 25일 2015년 4월 18일 2015년 5월 2일 2015년 6월 20일 2015년 7월 4일 2017년 7월 8일 ~ 2017년 8월 26일 2017년 12월 23일 2018년 5월 12일 ~ 2018년 10월 27일 2018년 12월 22일 2019년 1월 19일 ~ 2019년 1월 26일 2019년 2월 23일      | 매주 토요일 오후 3시 35분 ~ 오후 4시 45분 | 70분      |           |
| 2010년 11월 6일 ~ 2011년 10월 8일 | 매주 토요일 오후 4시 10분 ~ 저녁 5시 15분 | 65분      |           |
| 2012년 11월 3일 2012년 12월 15일 ~ 2012년 12월 29일 2013년 1월 12일 ~ 2013년 2월 2일 2013년 2월 23일 ~ 2013년 3월 2일 2018년 4월 28일 | 매주 토요일 오후 4시 ~ 저녁 5시 10분      | 70분      |           |
| 2012년 1월 21일 2013년 9월 21일 2013년 10월 19일 2014년 2월 8일 ~ 2014년 2월 22일 2014년 3월 22일 ~ 2014년 5월 10일 2014년 8월 9일 2014년 12월 27일 2015년 4월 11일 | 매주 토요일 오후 3시 45분 ~ 저녁 5시      | 75분      |           |
| 2012년 1월 7일 2013년 4월 13일 2013년 4월 27일 ~ 2013년 5월 18일 2013년 6월 29일 2013년 7월 13일 ~ 2013년 7월 20일 2013년 8월 3일 ~ 2013년 8월 10일 2013년 9월 7일 ~ 2013년 9월 14일 2013년 9월 28일 2013년 10월 12일 2013년 10월 26일 2014년 1월 11일 ~ 2014년 1월 18일 2014년 2월 1일 2014년 3월 15일                                                       | 매주 토요일 오후 3시 50분 ~ 저녁 5시 5분  | 75분      |           |
| 2012년 9월 1일 ~ 2012년 9월 22일 2012년 10월 6일 2013년 3월 23일 ~ 2013년 4월 6일 2013년 4월 20일 2013년 5월 25일 ~ 2013년 6월 22일 2013년 7월 6일 2013년 8월 17일 ~ 2013년 8월 31일 2013년 11월 9일 ~ 2013년 12월 21일 2014년 1월 4일 2014년 1월 25일 2014년 3월 1일                                                                                         | 매주 토요일 오후 3시 55분 ~ 저녁 5시 10분 | 75분      |           |
| 2012년 10월 27일 2014년 5월 31일 2014년 7월 12일 ~ 2014년 7월 19일 2014년 8월 2일 2014년 8월 23일 ~ 2014년 8월 30일 2014년 9월 13일 ~ 2014년 9월 20일 2014년 11월 1일 ~ 2014년 12월 20일 2015년 1월 10일 2015년 1월 24일 2015년 2월 7일 ~ 2015년 4월 4일 2015년 4월 25일 2015년 5월 9일 ~ 2015년 5월 23일 2015년 6월 27일 2017년 11월 25일 ~ 2017년 12월 16일 | 매주 토요일 오후 3시 50분 ~ 저녁 5시      | 70분      |           |
| 2018년 2월 24일 ~ 2018년 3월 17일 2018년 10월 27일 2018년 12월 1일 2018년 12월 8일 2018년 12월 15일 2019년 3월 2일 ~ 2019년 3월 16일 | 매주 토요일 오후 3시 25분 ~ 오후 4시 35분 | 70분      |           |
| 2015년 7월 11일 ~ 2017년 5월 13일 2019년 1월 12일 2019년 4월 27일 | 매주 토요일 오후 3시 45분 ~ 오후 4시 55분 | 70분      |           |
| 2017년 5월 20일 ~ 2017년 7월 1일 2019년 3월 30일 | 매주 토요일 오후 3시 40분 ~ 오후 4시 50분 | 70분      |           |
| 2018년 1월 6일 ~ 2018년 2월 3일 2019년 4월 6일 ~ 2019년 4월 13일 2019년 8월 24일 ~ 2019년 11월 2일 2019년 11월 16일 ~ 2019년 12월 21일 2020년 1월 11일 ~ 2020년 3월 21일 2020년 4월 25일 2020년 5월 30일, 2020년 6월 13일 2021년 3월 6일 ~ 2021년 3월 27일 2021년 6월 12일 ~ 2021년 6월 19일 2021년 10월 30일                                                 | 매주 토요일 오후 3시 30분 ~ 오후 4시 50분 | 80분      |           |
| 2019년 4월 20일 | 매주 토요일 오후 3시 20분 ~ 오후 4시 45분 | 85분      |           |
| 2021년 10월 16일 | 매주 토요일 오후 3시 40분 ~ 저녁 5시 5분  | 85분      |           |
| 2018년 3월 31일 ~ 2018년 4월 21일 2019년 5월 11일 ~ 2019년 5월 25일 2019년 6월 8일 2021년 11월 20일 | 매주 토요일 오후 3시 35분 ~ 오후 4시 55분 | 80분      |           |
| 2019년 6월 1일 2019년 7월 13일 | 매주 토요일 오후 4시 55분 ~ 저녁 6시 15분 | 80분      |           |
| 2019년 6월 15일 2020년 6월 20일 ~ 2021년 2월 27일 2021년 5월 8일 | 매주 토요일 오후 3시 40분 ~ 저녁 5시      | 80분      |           |
| 2019년 6월 22일 ~ 2019년 8월 17일 | 매주 토요일 오후 3시 45분 ~ 저녁 5시 5분  | 80분      |           |
| 2021년 4월 17일 ~ 2021년 5월 1일 | 매주 토요일 오후 3시 50분 ~ 저녁 5시 10분 | 80분      |           |
| 2019년 11월 9일 2020년 4월 4일 | 매주 토요일 오후 3시 25분 ~ 오후 4시 50분 | 85분      |           |
| 2019년 12월 28일 2020년 1월 4일 2020년 4월 18일 2020년 5월 23일 2021년 5월 15일 ~ 2021년 6월 5일 2021년 6월 26일 2021년 8월 28일 2021년 9월 25일 2021년 12월 4일 ~ 2021년 12월 11일 | 매주 토요일 오후 3시 25분 ~ 오후 4시 45분 | 80분      |           |
| 2020년 3월 28일 2020년 4월 11일 2020년 5월 9일 2021년 8월 14일 2021년 12월 18일 2023년 4월 8일 ~ 2023년 4월 29일 2023년 5월 27일 ~ 2023년 6월 10일 | 매주 토요일 오후 3시 20분 ~ 오후 4시 40분 | 80분      |           |
| 2020년 5월 2일 2021년 8월 21일 2021년 9월 11일 2021년 11월 6일 ~ 2021년 11월 13일 2021년 11월 27일 2021년 12월 25일 2022년 1월 8일 ~ 2022년 1월 22일 2022년 2월 26일 ~ 2023년 3월 25일 2023년 5월 6일 ~ 2023년 5월 20일 2023년 6월 17일 ~ 현재 | 매주 토요일 오후 3시 15분 ~ 오후 4시 35분 | 80분      |           |
| 2021년 7월 10일 ~ 2021년 7월 17일 2021년 9월 4일 | 매주 토요일 오후 3시 10분 ~ 오후 4시 30분 | 80분      |           |
| 2021년 7월 3일 2021년 10월 2일 ~ 2021년 10월 9일 | 매주 토요일 오후 3시 10분 ~ 오후 4시 35분 | 85분      |           |
| 2021년 10월 23일 | 매주 토요일 오후 3시 10분 ~ 오후 4시 40분 | 90분      |           |
| 2010년 3월 6일 | 매주 토요일 오후 1시 55분 ~ 오후 2시 55분 | 60분      |           |
| 2024년 12월 15일 | 매주 일요일 오후 2시 5분 ~ 오후 3시 30분  | 85분      |           |

## 순위 선정
- 2013년 4월 20일부터 2015년 11월 14일까지 시행된 순위제에서 시청자위원회[1]의 사전투표 점수, 음원&음반 점수, 동영상 점수[2] 등을 합산하여 1위 후보를 정한 후 생방송 중에 진행되는 문자 투표를 합산하여 1위를 결정하였다.
- 2017년 4월 22일부터 라디오 방송 횟수 점수까지 합산하여 1위 후보를 선정하였다.
- 2021년 6월 5일부터 사전 점수와 함께 생방송 중 진행되는 앱 투표(5%)와 문자 투표 점수(5%)까지 합산하여 최종 1위를 결정하고 있다.
- 방송이 녹화분으로 방송되거나 결방이 될 경우에는 시청자위원회 투표와 순위 집계가 없다. 결방일 경우 문자 투표를 따로 받을 수 없어, 그 주 순위는 홈페이지에 따로 공지하지 않는다고 명시되어 있다.[3]

### 투표 비율 (2013년 4월 20일 ~ 2015년 11월 14일)
| 기간                               | 음원 점수 | 음반 점수 | 시청자위원회 | 생방송 문자투표 | 동영상 점수 |
| ---------------------------------- | --------- | --------- | ------------ | --------------- | ----------- |
| 2013년 4월 20일 ~ 2013년 6월 1일   | 40        | 20        | 10           | 20              | -           |
| 2013년 6월 8일 ~ 2014년 6월 14일   | 60        | 10        | 10           | 10              | 10          |
| 2014년 6월 21일 ~ 2015년 4월 18일  | 50        | 10        | 15           | 15              | 10          |
| 2015년 4월 25일 ~ 2015년 11월 14일 | 50        | 10        | 15           | 15              | 10          |

### 투표 비율 (2017년 4월 22일 ~ 2021년 5월 29일)
| 기간                              | 음원 점수 | 음반 점수 | 시청자위원회 | 생방송 문자투표 | 동영상 점수 | MBC 라디오 방송 점수 | 스트림밍 핫차트 | 글로벌 투표 |
| --------------------------------- | --------- | --------- | ------------ | --------------- | ----------- | -------------------- | --------------- | ----------- |
| 2017년 4월 22일 ~ 2019년 8월 17일 | 50        | 20        | 20           | 15              | 20          | 5                    |                 |             |
| 2019년 8월 24일 ~ 2020년 3월 14일 | 50        | 20        | 20           | 15              | 20          | 5                    | 10              |             |
| 2020년 3월 21일 ~ 2020년 7월 18일 | 50        | 20        | 20           | 15              | 20          | 5                    | 10              | 10          |
| 2020년 7월 25일 ~ 2021년 5월 29일 | 50        | 20        | 20           | 15              | 20          | 5                    |                 | 10          |

### 투표 비율 (2021년 6월 5일 ~현재)
| 구분                             | 사전 점수 | 사전 점수 | 사전 점수   | 사전 점수 | 사전 점수         | 사전 점수       | 1위 결정시 합산 | 1위 결정시 합산 |
| 기간                             | 음원 점수 | 음반 점수 | 동영상 점수 | 방송횟수  | 시청자위원회 투표 | 글로벌 사전투표 | 생방송 앱투표   | 생방송 문자투표 |
| -------------------------------- | --------- | --------- | ----------- | --------- | ----------------- | --------------- | --------------- | --------------- |
| 2021년 6월 5일 ~ 2022년 10월 8일 | 50        | 10        | 10          | 10        | 5                 | 5               | 5               | 5               |
| 2022년 10월 22일 ~ 현재          | 60        | 10        | 10          | 10        | 5                 | 5               | 5               | 5               |

## 1위 수상자

### 2005년
| 10월 - 10월 29일(1회) - 에픽하이 / Fly 11월 - 11월 5일(2회) - 에픽하이 / Fly (2주 연속) - 11월 12일(3회) - 에픽하이 / Fly (3주 연속) - 11월 19일(4회) - god / 2♡ - 11월 26일(5회) - god / 2♡ (2주 연속) 12월 - 12월 3일(6회) - god / 2♡ (3주 연속) - 12월 10일(7회) - god / 2♡ (4주 연속) - 12월 17일(8회) - 테이 / 그리움을 외치다 - 12월 24일(9회) - 엠씨 더 맥스 / 사랑은 아프려고 하는 거죠 - 12월 31일 - 결방 |

### 2013년
- 2006년부터 2013년까지 순위제를 중단하였다.
- 2013년 4월 20일부터 2015년 11월 14일까지 순위제를 다시 시행했다. 이 기간 동안 최다 1위를 기록한 곡은 에이핑크의 LUV(5주 연속).

| 4월 - 4월 20일 - 인피니트 / Man In Love - 4월 27일 - 싸이 / GENTLEMAN 5월 - 5월 4일 - 조용필 / Bounce - 5월 11일 - 로이 킴 / 봄봄봄 - 5월 18일 - B1A4 / 이게 무슨 일이야 - 5월 25일 - 신화 / This Love 6월 - 6월 1일 - 신화 / This Love (2주 연속) - 6월 8일 - 비스트 / 괜찮겠니 - 6월 15일 - EXO / 늑대와 미녀 - 6월 22일 - 씨스타 / Give It To Me - 6월 29일 - 씨스타 / Give It To Me (2주 연속) | 7월 - 7월 6일 - 로이 킴 / Love Love Love - 7월 13일 - 다이나믹 듀오 / BAAAM - 7월 20일 - 2NE1 / Falling In Love - 7월 27일 - 인피니트 / Destiny 8월 - 8월 3일 - 비스트 / Shadow - 8월 10일 - 미집계 - 8월 17일 - 미집계 - 8월 24일 - EXO / 으르렁 - 8월 31일 - EXO / 으르렁 (2주 연속) 9월 - 9월 7일 - EXO / 으르렁 (3주 연속) - 9월 14일 - 미집계 - 9월 21일 - 미집계 - 9월 28일 - 소유 X 매드 클라운 / 착해 빠졌어 10월 - 10월 5일 - 버스커 버스커 / 처음엔 사랑이란게 - 10월 12일 - 버스커 버스커 / 처음엔 사랑이란게 (2주 연속) - 10월 19일 - 아이유 / 분홍신 - 10월 26일 - 샤이니 / Everybody 11월 - 11월 2일 - 케이윌 / 촌스럽게 왜 이래 - 11월 9일 - 트러블 메이커 / 내일은 없어 - 11월 16일 - 미집계 - 11월 23일 - 다비치 / 편지 - 11월 30일 - 2NE1 / 그리워해요 12월 - 12월 7일 - 효린 / 너 밖에 몰라 - 12월 14일 - EXO / 12월의 기적 - 12월 21일 - EXO / 12월의 기적 (2주 연속) - 12월 28일 - 연말결산 특집 및 미집계 |

### 2014년
| 1월 - 1월 4일 - 아이유 / 금요일에 만나요 - 1월 11일 - 걸스데이 / Something - 1월 18일 - 동방신기 / Something - 1월 25일 - B1A4 / Lonely 2월 - 2월 1일 - 설날특집 편성 및 미집계 - 2월 8일 - B1A4 / Lonely (2주 연속) - 2월 15일 - 결방 - 2월 22일 - 소유 X 정기고 / 썸 3월 - 3월 1일 - 소유 X 정기고 / 썸 (2주 연속) - 3월 8일 - 동방신기 / 수리수리(400회 특집) - 3월 15일 - 소녀시대 / Mr.Mr. - 3월 22일 - 소녀시대 / Mr.Mr. (2주 연속) - 3월 29일 - 결방 4월 - 4월 5일 - 박효신 / 야생화 - 4월 12일 - 에이핑크 / Mr.Chu - 4월 19일 - 결방 - 4월 26일 - 결방 5월 - 5월 3일 - 결방 - 5월 10일 - 결방 - 5월 17일 - EXO-K / 중독 - 5월 24일 - EXO-K / 중독 (2주 연속) - 5월 31일 - 플라이 투 더 스카이 / 너를 너를 너를 6월 - 6월 7일 - 정인 X 개리 / 사람냄새 - 6월 14일 - 태양(빅뱅) / 눈, 코, 입 - 6월 21일 - 비스트 / 이젠 아니야 - 6월 28일 - 비스트 / Good Luck | 7월 - 7월 5일 - 비스트 / Good Luck (2주 연속) - 7월 12일 - 비스트 / Good Luck (3주 연속) - 7월 19일 - f(x) / Red Light - 7월 26일 - 걸스데이 / Darling 8월 - 8월 2일 - 인피니트 / Back - 8월 9일 - 씨스타 / Touch My Body - 8월 16일 - 씨스타 / Touch My Body (2주 연속) - 8월 23일 - 블락비 / HER - 8월 30일 - 태민(샤이니) / 괴도 9월 - 9월 6일 - 씨스타 / I Swear - 9월 13일 - 슈퍼주니어 / MAMACITA - 9월 20일 - 슈퍼주니어 / MAMACITA (2주 연속) - 9월 27일 - 결방 10월 - 10월 4일 - 미집계 - 10월 11일 - 소녀시대-태티서 / Holler - 10월 18일 - 로이 킴 / Home - 10월 25일 - 미집계 11월 - 11월 1일 - 비스트 / 12시 30분 - 11월 8일 - 비스트 / 12시 30분 (2주 연속) - 11월 15일 - MC몽 / 내가 그리웠니 - 11월 22일 - 규현(슈퍼주니어) / 광화문에서 - 11월 29일 - 토이 / 세 사람 12월 - 12월 6일 - 에이핑크 / LUV - 12월 13일 - 에이핑크 / LUV (2주 연속) - 12월 20일 - 에이핑크 / LUV (3주 연속) - 12월 27일 - 연말결산 편성 및 미집계 |

### 2015년
| 1월 - 1월 3일 - 에이핑크 / LUV (4주 연속) - 1월 10일 - 에이핑크 / LUV (5주 연속) - 1월 17일 - 종현(샤이니) / 데자-부 - 1월 24일 - 종현(샤이니) / 데자-부 (2주 연속) - 1월 31일 - 다비치 / 또 운다 또 2월 - 2월 7일 - 인피니트H / 예뻐 - 2월 14일 - 자이언티 X 크러쉬 / 그냥 - 2월 21일 - 포미닛 / 미쳐 - 2월 28일 - 니엘(틴탑) / 못된 여자 3월 - 3월 7일 - VIXX / 이별공식 - 3월 14일 - 신화 / 표적 - 3월 21일 - 신화 / 표적 (2주 연속) - 3월 28일 - 결방 4월 - 4월 4일 - 레드벨벳 / Ice Cream Cake - 4월 11일 - EXO / CALL ME BABY - 4월 18일 - EXO / CALL ME BABY (2주 연속) - 4월 25일 - EXO / CALL ME BABY (3주 연속) 5월 - 5월 2일 - EXO / CALL ME BABY (4주 연속) - 5월 9일 - BIGBANG / LOSER - 5월 16일 - BIGBANG / LOSER (2주 연속) - 5월 23일 - 김성규(인피니트) / 너여야만 해 - 5월 30일 - 결방 6월 - 6월 6일 - 샤이니 / View - 6월 13일 - EXO / LOVE ME RIGHT - 6월 20일 - EXO / LOVE ME RIGHT (2주 연속) - 6월 27일 - EXO / LOVE ME RIGHT (3주 연속) | 7월 - 7월 4일 - AOA / 심쿵해 - 7월 11일 - BIGBANG / 맨정신 - 7월 18일 - 소녀시대 / PARTY - 7월 25일 - 인피니트 / Bad 8월 - 8월 1일 - 미집계 - 8월 8일 - BEAST / YeY - 8월 15일 - BIGBANG / 우리 사랑하지 말아요 - 8월 22일 - BIGBANG / 우리 사랑하지 말아요 (2주 연속) - 8월 29일 - 소녀시대 / Lion Heart 9월 - 9월 5일 - 소녀시대 / Lion Heart (2주 연속) - 9월 12일 - 소녀시대 / Lion Heart (3주 연속) - 9월 19일 - 소녀시대 / Lion Heart (4주 연속) - 9월 26일 - iKON / 취향저격 10월 - 10월 3일 - 박경(블락비) / 보통연애 - 10월 10일 - 결방 - 10월 17일 - 미집계 - 10월 24일 - 태연(소녀시대) / I - 10월 31일 - 결방 11월 - 11월 7일 - 미집계 - 11월 14일 - 아이유 / 스물셋 - 11월 21일 - 순위제 폐지 |

### 2017년
- 순위제 시행기간 : 2017년 4월 22일(548회) ~ 현재
- 2017년 4월 22일부터 현재까지 역대 최다 1위를 기록한 곡은 방탄소년단의 〈Dynamite〉 (10주 연속)이다.

| 4월 - 4월 22일(548회) - 위너 / REALLY REALLY - 4월 29일(549회) - 아이유 / 팔레트 5월 - 5월 6일(550회) - 아이유 / 팔레트 (2주 연속) - 5월 13일(551회) - 젝스키스 / 아프지 마요 - 5월 20일(552회) - 젝스키스 / 아프지 마요 (2주 연속) - 5월 27일(553회) - 트와이스 / Signal 6월 - 6월 3일(554회) - 트와이스 / Signal (2주 연속) - 6월 10일(555회) - 하이라이트 / Calling You - 6월 17일(556회) - G-DRAGON(빅뱅) / 무제 - 6월 24일(557회) - G-DRAGON(빅뱅) / 무제 (2주 연속) 7월 - 7월 1일(558회) - 마마무 / 나로 말할 것 같으면 - 7월 8일(559회) - 에이핑크 / Five - 7월 15일(560회) - 에이핑크 / Five (2주 연속) - 7월 22일(561회) - 레드벨벳 / 빨간 맛 - 7월 29일(562회) - EXO / Ko Ko Bop 8월 - 8월 5일(563회) - EXO / Ko Ko Bop (2주 연속) - 8월 12일(564회) - EXO / Ko Ko Bop (3주 연속) - 8월 19일(565회) - Wanna One / 에너제틱 - 8월 26일(566회) - Wanna One / 에너제틱 (2주 연속) 9월 - 9월 2일(567회) - Wanna One / 에너제틱 (3주 연속) - 9월 9일 ~ 11월 18일 : 미집계 11월 - 11월 25일(568회) - Wanna One / Beautiful 12월 - 12월 2일(569회) - Wanna One / Beautiful (2주 연속) - 12월 9일(570회) - Wanna One / Beautiful (3주 연속) - 12월 16일(571회) - Wanna One / Beautiful (4주 연속) - 12월 23일(572회) - 트와이스 / Heart Shaker - 12월 30일 - 결방 |

### 2018년
| 1월 - 1월 6일(573회) - EXO / Universe - 1월 13일(574회) - 트와이스 / Heart Shaker (통산 2주) - 1월 20일(575회) - 인피니트 / Tell Me - 1월 27일(576회) - 선미 / 주인공 2월 - 2월 3일(577회) - 종현(샤이니) / 빛이 나 - 2월 10일 ~ 2월 17일 - 미집계 - 2월 24일(578회) - iKON / 사랑을 했다 3월 - 3월 3일(579회) - iKON / 사랑을 했다 (2주 연속) - 3월 10일(580회) - iKON / 사랑을 했다 (3주 연속) - 3월 17일(581회) - Wanna One / 약속해요 (I.P.U) - 3월 24일 - 미집계 - 3월 31일(582회) - Wanna One / BOOMERANG 4월 - 4월 7일(583회) - Wanna One / BOOMERANG (2주 연속) - 4월 14일(584회) - 위너 / EVERYDAY - 4월 21일(585회) - 트와이스 / What is Love? - 4월 28일(586회) - 트와이스 / What is Love? (2주 연속) 5월 - 5월 5일 - 미집계 - 5월 12일(587회) - 여자친구 / 밤 - 5월 19일(588회) - 여자친구 / 밤 (2주 연속) - 5월 26일(589회) - 방탄소년단 / Fake Love 6월 - 6월 2일(590회) - 방탄소년단 / Fake Love (2주 연속) - 6월 9일(591회) - 방탄소년단 / Fake Love (3주 연속) - 6월 16일(592회) - Wanna One / 켜줘 (Light) - 6월 23일(593회) - BLACKPINK / 뚜두뚜두 (DDU-DU DDU-DU) - 6월 30일(594회) - BLACKPINK / 뚜두뚜두 (2주 연속) | 7월 - 7월 7일(595회) - BLACKPINK / 뚜두뚜두 (3주 연속) - 7월 14일(596회) - BLACKPINK / 뚜두뚜두 (4주 연속) - 7월 21일(597회) - 트와이스 / Dance The Night Away - 7월 28일(598회) - 미집계(울산 특집 방송) 8월 - 8월 4일(599회) - 트와이스 / Dance The Night Away (2주 연속) - 8월 11일(600회) - 트와이스 / Dance The Night Away (3주 연속) - 8월 18일(601회) - 레드벨벳 / Power Up - 8월 25일 - 미집계 (2018 아시안 게임 중계방송으로 결방) 9월 - 9월 1일 - 미집계 (2018 아시안 게임 중계 방송으로 결방) - 9월 8일(602회) - 미집계 (2018년 9월 1일이 녹화 방송으로 진행된 관계로 미집계) - 9월 15일 - 미집계 (2018 DMC 페스티벌 코리안 뮤직 웨이브 녹화 방송으로 결방) - 9월 22일(603회) - 선미 / 사이렌 - 9월 29일(604회) - GOT7 / Lullaby 10월 - 10월 6일(605회) - 임창정 / 하루도 그대를 사랑하지 않은 적이 없었다 - 10월 13일(606회) - iKON / 이별길 - 10월 20일(607회) - 아이유 / 삐삐 - 10월 27일(608회) - 아이유 / 삐삐 (2주 연속) 11월 - 11월 3일(609회) - 아이유 / 삐삐 (3주 연속) - 11월 10일 - EXO / Tempo - 11월 17일(610회) - EXO / Tempo (2주 연속) (녹화 방송으로 진행된 관계로 미집계) - 11월 24일 - 비투비 / 아름답고도 아프구나 12월 - 12월 1일(611회) - Wanna One / 봄바람 - 12월 8일(612회) - 송민호 / 아낙네 - 12월 15일(613회) - 송민호 / 아낙네 (2주 연속) - 12월 22일(614회) - EXO / Love Shot (크리스마스 특집) - 12월 29일(615회) - 미집계 (2018 MBC 가요대제전 생방송 준비로 연말특집 하이라이트 방송) |

### 2019년
| 1월 - 1월 5일(616회) - WINNER / MILLIONS - 1월 12일(617회) - 청하 / 벌써 12시 - 1월 19일(618회) - 청하 / 벌써 12시 (2주 연속) - 1월 26일(619회) - 여자친구 / 해야 2월 - 2월 2일(620회) - 세븐틴 / Home - 2월 9일 - 미집계 (아이돌 스타 육상 선수권 대회 재방송 대체) - 2월 16일(621회) - 청하 / 벌써 12시 (통산 3주) - 2월 23일(622회) - ITZY / 달라달라 3월 - 3월 2일(623회) - 화사 / 멍청이 - 3월 9일(624회) - ITZY / 달라달라 (통산 2주) - 3월 16일(625회) - 화사 / 멍청이 (통산 2주) - 3월 23일 - 미집계 (야구 중계 방송) - 3월 30일(626회) - 마마무 / 고고베베 4월 - 4월 6일(627회) - 태연 / 사계 - 4월 13일(628회) - 첸 / 사월이 지나면 우리 헤어져요 - 4월 20일(629회) - 방탄소년단 / 작은 것들을 위한 시 (Boy With Luv) - 4월 27일(630회) - 방탄소년단 / 작은 것들을 위한 시 (Boy With Luv) (2주 연속) 5월 - 5월 4일 - 미집계 (야구 중계 방송) - 5월 11일(631회) - 방탄소년단 / 작은 것들을 위한 시 (Boy With Luv) (3주 연속) - 5월 18일(632회) - 방탄소년단 / 작은 것들을 위한 시 (Boy With Luv) (4주 연속) - 5월 25일(633회) - 방탄소년단 / 작은 것들을 위한 시 (Boy With Luv) (5주 연속) 6월 - 6월 1일(634회) - 방탄소년단 / 작은 것들을 위한 시 (Boy With Luv) (6주 연속) - 6월 8일(635회) - 방탄소년단 / 작은 것들을 위한 시 (Boy With Luv) (7주 연속) - 6월 15일(636회) - 방탄소년단 / 작은 것들을 위한 시 (Boy With Luv) (8주 연속) - 6월 22일(637회) - 방탄소년단 / 작은 것들을 위한 시 (Boy With Luv) (9주 연속) - 6월 29일(638회) - 레드벨벳 / 짐살라빔 (Zimzalabim) | 7월 - 7월 6일(639회) - 청하 / Snapping - 7월 13일(640회) - 여자친구 / 열대야 - 7월 20일(641회) - 백현 / UN Village - 7월 27일(642회) - 미집계 (2019 울산 서머페스티벌 특집 녹화 방송) 8월 - 8월 3일(643회) - 미집계 (제22회 보령머드축제 : K-POP SUPER CONCERT 녹화 방송) - 8월 10일(644회) - ITZY / ICY - 8월 17일(645회) - ITZY / ICY (2주 연속) - 8월 24일(646회) - ITZY / ICY (3주 연속) - 8월 31일(647회) - 레드벨벳 / 음파음파 9월 - 9월 7일 - 미집계 (태풍 링링 관련 뉴스특보로 인한 결방) - 9월 14일(648회) - 미집계 (지난주 녹화 방송) - 9월 21일(649회) - 볼빨간사춘기 / 워커홀릭 - 9월 28일(650회) - 볼빨간사춘기 / 워커홀릭 (2주 연속) 10월 - 10월 5일 - 미집계 (야구 중계 방송) - 10월 12일(651회) - 미집계 (지난주 녹화 방송으로 인한 미집계) - 10월 19일(652회) - 미집계 (울산 아시아 송 페스티벌 특집 녹화분으로 인해) - 10월 26일(653회) - AKMU / 어떻게 이별까지 사랑하겠어, 널 사랑하는 거지 11월 - 11월 2일(654회) - 뉴이스트 / Love Me - 11월 9일(655회) - 태연 / 불티 (Spark) - 11월 16일(656회) - 아이유 / Love Poem - 11월 23일(657회) - 아이유 / Love Poem (2주 연속) - 11월 30일 - 미집계 (골프 중계 방송) 12월 - 12월 7일(658회) - EXO / Obsession - 12월 14일(659회) - EXO / Obsession (2주 연속) - 12월 21일(660회) - 아이유 / Blueming - 12월 28일(661회) - 미집계 (2019 MBC 가요대제전 생방송 준비로 연말특집 하이라이트 방송) |

### 2020년
| 1월 - 1월 4일(662회) - 레드벨벳 / Psycho - 1월 11일(663회) - 레드벨벳 / Psycho (2주 연속) - 1월 18일(664회) - 레드벨벳 / Psycho (3주 연속) - 1월 25일 - 미집계 (설특집 방송으로 결방) 2월 - 2월 1일(665회) - 지코 / 아무노래 - 2월 8일(666회) - 지코 / 아무노래 (2주 연속) - 2월 15일(667회) - 지코 / 아무노래 (3주 연속) - 2월 22일(668회) - 지코 / 아무노래 (4주 연속) - 2월 29일(669회) - 방탄소년단 / ON 3월 - 3월 7일(670회) - 방탄소년단 / ON (2주 연속) - 3월 14일(671회) - 방탄소년단 / ON (3주 연속) - 3월 21일(672회) - 방탄소년단 / ON (4주 연속) - 3월 28일(673회) - 방탄소년단 / ON (5주 연속) 4월 - 4월 4일(674회) - 강다니엘 / 2U - 4월 11일(675회) - 수호 / 사랑, 하자 - 4월 18일(676회) - (여자)아이들 / Oh my god - 4월 25일(677회) - 에이핑크 / 덤더럼(Dumhdurum) 5월 - 5월 2일(678회) - 에이핑크 / 덤더럼(Dumhdurum) (2주 연속) - 5월 9일(679회) - 오마이걸 / 살짝 설렜어 (Nonstop) - 5월 16일 - 미집계 (야구 중계 방송) - 5월 23일(680회) - 뉴이스트 / I'm in Trouble - 5월 30일(681회) - NCT 127 / Punch 6월 - 6월 6일 - 미집계 (야구 중계 방송) - 6월 13일(682회) - 트와이스 / MORE & MORE - 6월 20일(683회) - 트와이스 / MORE & MORE (2주 연속) - 6월 27일(684회) - IZ*ONE / 환상동화 (Secret Story of the Swan) | 7월 - 7월 4일(685회) - 세븐틴 / Left & Right - 7월 11일(686회) - BLACKPINK / How You Like That - 7월 18일(687회) - BLACKPINK / How You Like That (2주 연속) - 7월 25일(688회) - BLACKPINK / How You Like That (3주 연속) 8월 - 8월 1일(689회) - 싹쓰리 / 다시 여기 바닷가 - 8월 8일 - 미집계 (골프 중계 방송) - 8월 15일(690회) - 강다니엘 / 깨워 - 8월 22일(691회) - 싹쓰리 / 다시 여기 바닷가 (통산 2주) - 8월 29일(692회) - 방탄소년단 / Dynamite 9월 - 9월 5일(693회) - 방탄소년단 / Dynamite (2주 연속) - 9월 12일(694회) - 방탄소년단 / Dynamite (3주 연속) - 9월 19일(695회) - 방탄소년단 / Dynamite (4주 연속) - 9월 26일(696회) - 방탄소년단 / Dynamite (5주 연속) 10월 - 10월 3일 - 미집계 (추석특집 방송으로 결방) - 10월 10일(697회) - 방탄소년단 / Dynamite (6주 연속) - 10월 17일(698회) - 방탄소년단 / Dynamite (7주 연속) - 10월 24일(699회) - 미집계 (2020 DMZ 평화콘서트 <LIVE in DMZ> 생방송이 대체) - 10월 31일(700회) - 방탄소년단 / Dynamite (8주 연속) 11월 - 11월 7일(701회) - 방탄소년단 / Dynamite (9주 연속) - 11월 14일(702회) - 방탄소년단 / Dynamite (10주 연속) - 11월 21일(703회) - BLACKPINK / Lovesick Girls (전주 Jeonju Ultimate Music Festival 특집 녹화 방송) - 11월 28일(704회) - 방탄소년단 / Life Goes On 12월 - 12월 5일(705회) - 방탄소년단 / Life Goes On (2주 연속) - 12월 12일(706회) - 방탄소년단 / Life Goes On (3주 연속) - 12월 19일 - 미집계 (MBC 예능 선을 넘는 녀석들 조연출이 코로나19 확진판정을 받았다. 이에 따른 결방) - 12월 26일(707회) - 미집계 (2020 MBC 가요대제전 생방송 준비로 연말특집 하이라이트 방송) |

### 2021년
| 1월 - 1월 2일(708회) - 방탄소년단 / Life Goes On (4주 연속) - 1월 9일(709회) - 방탄소년단 / Life Goes On (5주 연속) - 1월 16일(710회) - 방탄소년단 / Life Goes On (6주 연속) - 1월 23일(711회) - (여자)아이들 / 화 - 1월 30일(712회) - (여자)아이들 / 화 (2주 연속) 2월 - 2월 6일(713회) - 아이유 / Celebrity - 2월 13일 - 미집계 (설특집 방송으로 결방) - 2월 20일(714회) - 아이유 / Celebrity (2주 연속) - 2월 27일(715회) - 강다니엘 / PARANOIA 3월 - 3월 6일(716회) - 샤이니 / Don't Call Me - 3월 13일(717회) - 아이유 / Celebrity (통산 3주) - 3월 20일(718회) - 임영웅 / 별빛 같은 나의 사랑아 - 3월 27일(719회) - ROSÉ / On The Ground 4월 - 4월 3일 - 미집계 (MBC 스포츠 2021년 KBO 리그 개막전 삼성 라이온즈 VS 키움 히어로즈 중계방송으로 인한 결방) - 4월 10일 - 미집계 (MBC 스포츠 2021년 KBO 리그 SSG 랜더스 VS LG 트윈스 중계방송으로 인한 결방) - 4월 17일(720회) - 아이유 / 라일락 - 4월 24일(721회) - 강다니엘 / Antidote 5월 - 5월 1일(722회) - 뉴이스트 / Inside Out - 5월 8일(723회) - 아이유 / 라일락 (통산 2주) - 5월 15일(724회) - 하이라이트 / 불어온다 - 5월 22일(725회) - NCT DREAM / 맛 (Hot Sauce) - 5월 29일(726회) - 방탄소년단 / Butter 6월 - 6월 5일(727회) - 방탄소년단 / Butter (2주 연속) - 6월 12일(728회) - 방탄소년단 / Butter (3주 연속) - 6월 19일(729회) - 방탄소년단 / Butter (4주 연속) - 6월 26일(730회) - 방탄소년단 / Butter (5주 연속) | 7월 - 7월 3일(731회) - 브레이브걸스 / 치맛바람 - 7월 10일(732회) - NCT DREAM / Hello Future - 7월 17일(733회) - 방탄소년단 / Permission To Dance - 7월 24일 - 미집계 - 7월 31일 - 미집계 8월 - 8월 7일 - 미집계 - 8월 14일(734회) - 아스트로 / After Midnight - 8월 21일(735회) - 더보이즈 / Thrill Ride - 8월 28일(736회) - 레드벨벳 / Queendom 9월 - 9월 4일(737회) - 레드벨벳 / Queendom (2주 연속) - 9월 11일(738회) - 레드벨벳 / Queendom (3주 연속) - 9월 18일 - 미집계 - 9월 25일(739회) - NCT 127 / Sticker 10월 - 10월 2일(740회) - NCT 127 / Sticker (2주 연속) - 10월 9일(741회) - Key / Bad Love - 10월 16일(742회) - aespa / Savage - 10월 23일(743회) - aespa / Savage (2주 연속) - 10월 30일(744회) - 아이유 / Strawberry Moon 11월 - 11월 6일(745회) - NCT 127 / Favorite (Vampire) - 11월 13일(746회) - 더보이즈 / MAVERICK - 11월 20일(747회) - 아이유 / Strawberry Moon (통산 2주) - 11월 27일(748회) - 아이유 / Strawberry Moon (2주 연속, 통산 3주) 12월 - 12월 4일(749회) - 아이유 / Strawberry Moon (3주 연속, 통산 4주) - 12월 11일(750회) - 아이유 / Strawberry Moon (4주 연속, 통산 5주) - 12월 18일(751회) - IVE / ELEVEN - 12월 25일(752회) - 미집계 |

### 2022년
| 1월 - 1월 1일 - 미집계 - 1월 8일(753회) - IVE / ELEVEN (2주 연속) - 1월 15일(754회) - IVE / ELEVEN (3주 연속) - 1월 22일(755회) - IVE / ELEVEN (4주 연속) - 1월 29일 - 미집계 2월 - 2월 5일 - 미집계 - 2월 12일 - 미집계 - 2월 19일 - 미집계 - 2월 26일(756회) - 태연 / INVU 3월 - 3월 5일(757회) - 태연 / INVU (2주 연속) - 3월 12일(758회) - 태연 / INVU (3주 연속) - 3월 19일(759회) - 태연 / INVU (4주 연속) - 3월 26일(760회) - (여자)아이들 / TOMBOY 4월 - 4월 2일 - 미집계 - 4월 9일(761회) - NCT DREAM / 버퍼링 (Glitch Mode) - 4월 16일 - 미집계 - 4월 23일(762회) - BIGBANG / 봄여름가을겨울 - 4월 30일(763회) - BIGBANG / 봄여름가을겨울 (2주 연속) 5월 - 5월 7일(764회) - BIGBANG / 봄여름가을겨울 (3주 연속) - 5월 14일(765회) - 임영웅 / 다시 만날 수 있을까 - 5월 21일(766회) - 싸이 / That That (prod. & Feat. SUGA Of BTS) - 5월 28일 - 미집계 6월 - 6월 4일(767회) - 강다니엘 / Upside Down - 6월 11일(768회) - NCT DREAM / Beatbox - 6월 18일 - 미집계 - 6월 25일(769회) - 방탄소년단 / Yet To Come (The Most Beautiful Moment) | 7월 - 7월 2일(770회) - 임영웅 / 다시 만날 수 있을까 (통산 2주) - 7월 9일(771회) - 프로미스나인 / Stay This Way - 7월 16일(772회) - 나연 / POP! - 7월 23일(773회) - WSG워너비 (가야G) / 그때 그 순간 그대로 (그그그) - 7월 30일 - 미집계 8월 - 8월 6일(774회) - WSG워너비 (가야G) / 그때 그 순간 그대로 (그그그) (2주 연속) - 8월 13일(775회) - 미집계 - 8월 20일(776회) - NewJeans / Attention - 8월 27일(777회) - 더보이즈 / WHISPER 9월 - 9월 3일(778회) - IVE / After LIKE - 9월 10일 - 미집계 - 9월 17일(779회) - IVE / After LIKE (2주 연속) - 9월 24일(780회) - IVE / After LIKE (3주 연속) 10월 - 10월 1일(781회) - NCT 127 / 질주 (2 Baddies) - 10월 8일(782회) - BLACKPINK / Shut Down - 10월 15일 - 미집계 - 10월 22일(783회) - IVE / After LIKE (통산 4주) - 10월 29일(784회) - (여자)아이들 / Nxde 11월 - 11월 5일 - 미집계 - 11월 12일(785회) - (여자)아이들 / Nxde (2주 연속) - 11월 19일(786회) - (여자)아이들 / Nxde (3주 연속) - 11월 26일(787회) - 임영웅 / London Boy 12월 - 12월 3일(788회) - LE SSERAFIM / ANTIFRAGILE - 12월 10일(789회) - LE SSERAFIM / ANTIFRAGILE (2주 연속) - 12월 17일(790회) - LE SSERAFIM / ANTIFRAGILE (3주 연속) - 12월 24일(791회) - 미집계 (성탄특집 하이라이트 방송) - 12월 31일 - 미집계 |

### 2023년
| 1월 - 1월 7일(792회) - NewJeans / Ditto - 1월 14일(793회) - NewJeans / Ditto (2주 연속) - 1월 21일 - 미집계 - 1월 28일(794회) - NewJeans / Ditto (3주 연속) 2월 - 2월 4일(795회) - NewJeans / Ditto (4주 연속) - 2월 11일(796회) - NCT 127 / Ay-Yo - 2월 18일(797회) - 부석순 (feat. 이영지) / 파이팅 해야지 - 2월 25일(798회) - 부석순 (feat. 이영지) / 파이팅 해야지 (2주 연속) 3월 - 3월 4일(799회) - 더보이즈 / ROAR - 3월 11일(800회 특집) - STAYC / Teddy Bear - 3월 18일(801회) - 온유 / O (Circle) - 3월 25일(802회) - 카이 / Rover 4월 - 4월 1일 - 미집계 - 4월 8일(803회) - IVE / Kitsch - 4월 15일(804회) - 지수 / 꽃 - 4월 22일(805회) - IVE / I AM - 4월 29일(806회) - NCT 도재정 / Perfume 5월 - 5월 6일(807회) - 세븐틴 / 손오공 - 5월 13일(808회) - LE SSERAFIM (feat. Nile Rodgers) / UNFORGIVEN - 5월 20일(809회) - aespa / Spicy - 5월 27일(810회) - (여자)아이들 / 퀸카 (Queencard) 6월 - 6월 3일(811회) - (여자)아이들 / 퀸카 (Queencard) (2주 연속) - 6월 10일(812회) - (여자)아이들 / 퀸카 (Queencard) (3주 연속) - 6월 17일(813회) - 임영웅 / 모래 알갱이 - 6월 24일(814회) - (여자)아이들 / 퀸카 (Queencard) (통산 4주) | 7월 - 7월 1일(815회) - (여자)아이들 / 퀸카 (Queencard) (2주 연속, 통산 5주) - 7월 8일(816회) - 샤이니 / HARD - 7월 15일(817회) - 임영웅 / 모래 알갱이 (통산 2주) - 7월 22일(818회) - NewJeans / Super Shy - 7월 29일(819회) - NCT DREAM / ISTJ 8월 - 8월 5일(820회) - 정국 (feat. 라토) / Seven - 8월 12일(821회) - 미집계 - 8월 19일(822회) - 더보이즈 Lip Gloss - 8월 26일(823회) - 정국 (feat. 라토) / Seven (통산 2주) 9월 - 9월 2일(824회) - 정국 (feat. 라토) / Seven (통산 3주) - 9월 9일(825회) - 정국 (feat. 라토) / Seven (통산 4주) - 9월 16일(826회) - AKMU / Love Lee - 9월 23일(827회) - AKMU / Love Lee (2주 연속) - 9월 30일 - 미집계 10월 - 10월 7일 - 미집계 - 10월 14일(828회) - NCT 127 / Fact Check (불가사의; 不可思議) - 10월 21일(829회) - 임영웅 / Do or Die - 10월 28일(830회) - 임영웅 / Do or Die (2주 연속) 11월 - 11월 4일(831회) - 세븐틴 / 음악의 신 - 11월 11일(832회) - 태민 / Guilty - 11월 18일(833회) - Stray Kids / 락 - 11월 25일(834회) - 레드벨벳 / Chill Kill 12월 - 12월 2일(835회) - 더보이즈 / WATCH IT - 12월 9일(836회) - LE SSERAFIM / Perfect Night - 12월 16일(837회) - LE SSERAFIM / Perfect Night (2주 연속) - 12월 23일(838회) - 미집계 (성탄절 특집 하이라이트 방송) - 12월 30일 - 미집계 |

### 2024년
| 1월 - 1월 6일 - 미집계 - 1월 13일(839회) - 태연 To. X - 1월 20일(840회) - 태연 To. X (2주 연속) - 1월 27일(841회) - 태연 To. X (3주 연속) 2월 - 2월 3일(842회) - 아이유 Love Wins All - 2월 10일 - 미집계 - 2월 17일(843회) - 아이유 Love Wins All (2주 연속) - 2월 24일(844회) - 아이유 Love Wins All (3주 연속) 3월 - 3월 2일(845회) - LE SSERAFIM / EASY - 3월 9일(846회) - PLAVE / WAY 4 LUV - 3월 16일(847회) - BIBI / 밤양갱 - 3월 23일 - 미집계 - 3월 30일(848회) - 더보이즈 / Nectar 4월 - 4월 6일(849회) - NCT DREAM / Smoothie - 4월 13일(850회) - ILLIT / Magnetic - 4월 20일(851회) - ILLIT / Magnetic (2주 연속) - 4월 27일(852회) - ILLIT / Magnetic (3주 연속) 5월 - 5월 4일(853회) - 이찬원 / 하늘 여행 - 5월 11일(854회) - 세븐틴 / MAESTRO - 5월 18일(855회) - 임영웅 / 온기 - 5월 25일(856회) - aespa / Supernova 6월 - 6월 1일(857회) - aespa / Supernova (2주 연속) - 6월 8일(858회) - NewJeans / How Sweet - 6월 15일(859회) - NewJeans / How Sweet (2주 연속) - 6월 22일(860회) - NewJeans / How Sweet (3주 연속) - 6월 29일 - 미집계 | 7월 - 7월 6일(861회) - 이영지 (feat. 디오) / Small Girl - 7월 13일(862회) - 이영지 (feat. 디오) / Small Girl (2주 연속) - 7월 20일(863회) - 이영지 (feat. 디오) / Small Girl (3주 연속) - 7월 27일 - 미집계 8월 - 8월 3일 - 미집계 - 8월 10일(864회) - NCT 127 / 삐그덕 (Walk) - 8월 17일(865회) - 미집계 - 8월 24일(866회) - fromis 9 / Supersonic - 8월 31일(867회) - PLAVE / Pump Up The Volume! 9월 - 9월 7일(868회) - 재현 / Smoke - 9월 14일 (869회) - DAY6 / 녹아내려요 (Melt Down) - 9월 21일 (870회) - DAY6 / 녹아내려요 (Melt Down) (2주 연속) - 9월 28일 (871회) - DAY6 / 녹아내려요 (Melt Down) (3주 연속) 10월 - 10월 5일(872회) - Key / Pleasure Shop - 10월 12일(873회) - QWER / 내 이름 맑음 - 10월 19일(874회) - 카리나 / UP - 10월 26일(875회) - SEVENTEEN (feat. DJ Khaled) / Love, Money, Fame 11월 - 11월 2일(876회) - ROSÉ (with. Bruno Mars) / APT. - 11월 9일(877회) - ROSÉ (with. Bruno Mars) / APT. (2주 연속) - 11월 16일(878회) - ROSÉ (with. Bruno Mars) / APT. (3주 연속) - 11월 23일(879회) - NCT DREAM / When I'm With You - 11월 30일(880회) - aespa / Whiplash 12월 - 12월 7일 - 결방 - 12월 15일(881회) - 미집계 - 12월 21일(882회) - G-DRAGON (Feat. 태양, 대성) / Home Sweet Home - 12월 28일(883회) - 미집계 |

### 2025년
| 1월 - 1월 4일 - 결방 - 1월 11일(884회) - G-DRAGON (Feat. 태양, 대성) / Home Sweet Home (2주 연속) - 1월 18일(885회) - G-DRAGON (Feat. 태양, 대성) / Home Sweet Home (3주 연속) - 1월 25일(886회) - IVE / REBEL HEART 2월 - 2월 1일 - 결방 - 2월 8일(887회) - IVE / REBEL HEART (2주 연속) - 2월 15일(888회) - PLAVE / Dash - 2월 22일(889회) - IVE / REBEL HEART (통산 3주) 3월 - 3월 1일(890회) - IVE / ATTITUDE - 3월 8일(891회) - G-DRAGON / TOO BAD (feat. Anderson .Paak) - 3월 15일(892회) - G-DRAGON / TOO BAD (feat. Anderson .Paak) (2주 연속) - 3월 22일 - 결방 - 3월 29일(893회) - G-DRAGON / TOO BAD (feat. Anderson .Paak) (3주 연속) 4월 - 4월 5일(894회) - KiiiKiii / I DO ME - 4월 12일(895회) - 제니 / like JENNIE - 4월 19일(896회) - 마크 / 1999 - 4월 26일(897회) - NCT WISH / poppop 5월 - 5월 3일(898회) - TWS / 마음 따라 뛰는 건 멋지지 않아? - 5월 10일(899회) - LE SSERAFIM / HOT - 5월 17일(900회) - DAY6 / Maybe Tomorrow - 5월 24일(901회) - BOYNEXTDOOR / I Feel Good |

## 음악의 발견
- 장르 불문하고 방송에서 자주 볼 수 없는 인디 뮤지션을 소개하는 코너이다. 인디 뮤지션의 무대 뿐만 아니라 한 주 동안 가장 주목해야 할 무대들도 포함된다.
- 놀면뭐하니?에서 편성되는 가수들이 정식 쇼 케이스를 하는 프로그램이기도 하다. (싹쓰리, MSG 워너비, 환불원정대, WSG 워너비, 유산슬)
- 방과후 설렘이 방영되기도 전에 방과후설렘 참가자들의 무대를 보여주기도 했다.

## 방송 사고
2007년
- 5월 12일 : SG워너비의 아리랑에서 '나나나나아아아아~~' 하는 부분에서 카메라가 치직하며 화면이 끊기는 카메라오류가 발생하는 사고가 있었다.
- 6월 30일 : 천상지희 더 그레이스의 '한번 더, OK?' 무대에서 멤버 린아가 노래하는 도중에 음향이 끊기는 방송 사고가 발생하였다.

2008년
- 5월 24일 : SS501의 멤버 박정민이 '널 부르는 노래' 무대 도중 안무를 잊어버리는 방송 사고가 발생했다.

2009년
- 12월 5일 : 제주도 특집 방송 때 브라운 아이드 걸스의 'S.I.G.N' 무대에서 바람이 심하게 불어 가인과 나르샤의 부채가 날아가는 사고가 있었다.
- 12월 12일 : 2009 저작권 클린 콘서트 방송 때에는 티아라의 'Bo Peep Bo Peep' 무대 도중 2PM 멤버 Jun.K가 자신의 마이크가 켜 있는 상태도 모르고 자신의 실수로만 난입 피쳐링을 저지르고 말았다는 마이크 노출사고가 있었다.

2010년
- 1월 30일 : 방송 말미에 소녀시대의 'Oh!' 컴백무대 도중 약 5~6초 가량 방송이 정지되어 팬들의 항의가 쏟아졌다. 이로 인해 제작진은 <Oh!> 클린 버전을 무료 다시보기 서비스 조치를 취했다.
- 3월 6일 : 카라의 '루팡' 무대 중 한승연이 앞으로 나오던 도중에 넘어지는 방송사고가 있었다.
- 5월 22일 : 씨엔블루 멤버 정용화가 'LOVE' 컴백무대에서 반지를 잃어버려서 방송사고가 발생했다.
- 10월 16일 : 미쓰에이의 멤버 민이 'Breathe' 안무 도중에 신발이 벗겨지는 방송사고를 당했다.[34]

2012년
- 4월 7일 : 2AM의 '너도 나처럼' 무대 시작 전에 아랫쪽의 곡제목 자막에서 전에 했던 양요섭과 정은지의 'Love day'가 소개되었다.
- 4월 28일 : 태연의 MBC 수목 드라마 더킹 투하츠 OST '미치게 보고싶은' 무대 이후 써니힐의 '백마는 오고 있는가' 무대가 펼쳐졌지만 음향이 노을의 '떠나간다'의 배경음악으로 전파를 타는 방송사고가 있었다.[35]
- 11월 17일 : 쥬얼리의 'Look At Me' 무대 도중 화면이 2초간 암전되는 방송사고가 있었다.

2013년
- 4월 20일 : 순위제 부활 당일에 당시 1위 후보였던 케이윌의 'Love Blossom(러브블러썸)'과 인피니트의 'Man In Love(남자가 사랑할 때)' 문자투표 점수가 서로 바뀐 채 전파를 타는 방송사고가 있었다. 이로 인해 케이윌에서 인피니트로 1위가 반복되는 해프닝이 발생했다.

2014년
- 2월 8일 : AOA의 '짧은 치마' 순위가 무대 시작할 때 곡제목 자막에 8위라고 소개되었다. 뒤에 10~4위 자막에서 실제 순위는 5위였다. 8위는 아이유의 '금요일에 만나요'였다.
- 12월 13일 : MC 소개 시 지코를 민호로 자막이 바뀌어 나갔다.
- 12월 20일 : 러블리즈의 'Candy Jelly Love' 무대 도중 카메라맨이 넘어지는 사고가 발생했다.

2015년
- 3월 7일 : 러블리즈 'Hi~' 하는 도중에 케이 치마가 내려가는 사고가 있었다.

2017년
- 2월 25일 : 레드벨벳의 'Rookie' 무대 중간 부분에 3초간 잠시 레일카메라가 비춰지는 방송사고가 발생했다.
- 3월 4일 : 우주소녀의 '너에게 닿기를' 무대 초반에 2초간무대 아래 스탠딩카메라가 바닥을 비추는 방송사고가 발생했다.

2018년
- 2월 3일 : 레인즈의 '턴잇업'무대 후반도중 2초 가량 MC석 카메라가 전파를 타는 방송사고가 발생했다.
- 4월 7일 : 오마이걸 반하나의 '바나나 알러지 원숭이'무대 후반도중 2초 가량 다음 무대 준비 중이던 몬스타엑스가 카메라에 전파를 타는 방송사고가 발생했다.
- 6월 30일 : 1위 후보인 BTOB의 그룹명 표기가 'BOTB'라고 잘못 나왔다.

2020년
- 9월 26일 : fromis 9의 'Feel Good' 무대에서 화면 전환이 원활하게 이루어지지 않아, 단독 안무를 하고 있던 이나경 대신 무대 구석에서 대기 중이던 송하영이 화면에 잡히는 일이 있었다.

2021년
- 5월 29일 : 로켓펀치의 'Ring Ring' 무대에서 화면 전환이 원활하게 이루어지지 않아, 소희의 원샷 순서에 대기 중이던 다른 멤버의 뒷모습이 화면에 잡혔다.
- 6월 5일 : 형돈이와 대준이의 컴백 인터뷰 당시 데프콘이 인사하던 중 가발이 벗겨지는 사고가 발생했다.

2022년
- 2월 26일 : 'BOP BOP!' 무대에서 은하가 넘어지는 사고가 발생했다.

## 편성 변경 및 결방 사유
2005년
- 12월 31일 : 《2005 MBC 가요대제전》 편성으로 인한 결방.

2006년
- 1월 28일 : 설 연휴로 인한 결방.
- 6월 24일 : 《2006 독일 FIFA 월드컵》 중계방송으로 인한 결방.
- 10월 7일 : 추석 연휴로 인한 결방.
- 10월 28일 : MBC 스포츠 2006년 한국프로야구 한국시리즈 5차전 《한화 이글스 VS 삼성 라이온즈》 중계방송으로 인한 결방.
- 12월 2일 : 2006 도하 아시안게임 야구 《대한민국 VS 일본》 중계방송으로 인한 결방.

2007년
- 2월 17일 : 설 연휴로 인한 결방.
- 5월 5일 : 특집 《2007 세계 도자비엔날레 축하공연》 편성으로 인한 결방.
- 9월 22일 : 추석 연휴로 인한 결방.
- 10월 20일 : LPGA 하나은행 《코오롱 챔피언십 여자골프대회》 중계방송으로 인한 결방.
- 11월 17일 : 《수능생 위로 콘서트 - 수고하셨습니다》 편성으로 인한 결방.
- 12월 1일 : 《2008 베이징 하계 올림픽》 야구 아시아예선 《대한민국 VS 타이완》 중계방송으로 인한 결방.

2008년
- 2월 9일 : 설 연휴로 인한 결방.
- 4월 19일 : 2007-2008 한국프로농구 챔피언결정전 2차전 《원주 동부 VS 서울 삼성》 중계방송으로 인한 결방.
- 5월 3일 : MBC 스포츠 2008년 한국프로야구 《두산 베어스 VS LG 트윈스》 중계방송으로 인한 결방.
- 8월 23일 : 《2008 베이징 하계 올림픽》 중계방송으로 인한 결방.
- 9월 13일 : 추석 연휴로 인한 결방.
- 10월 11일 : MBC 스포츠 2008년 한국프로야구 준플레이오프 3차전 《롯데 자이언츠 VS 삼성 라이온즈》 중계방송으로 인한 결방.
- 12월 13일 : MBC 뉴스특보 <한중일 정상회견> 편성으로 인한 결방.

2009년
- 2월 21일 : 특집 <일자리가 미래다> 편성으로 인한 결방.
- 5월 23일 : 故 노무현 前 대통령 국민장 영결식 편성으로 인한 결방.
- 8월 22일 : 故 김대중 前 대통령 국장 영결식 편성으로 인한 결방.
- 10월 3일 : 추석 연휴로 인한 결방.
- 10월 10일 : MBC 스포츠 2009년 한국프로야구 플레이오프 3차전 《SK 와이번스 VS 두산 베어스》 중계방송으로 인한 결방.
- 12월 12일 : 2009 저작권 클린 콘서트 특집 편성으로 인한 결방.

2010년
- 2월 13일 : 설 연휴로 인한 결방.
- 3월 27일 : MBC 스포츠 2010년 한국프로야구 개막전 《KIA 타이거즈 VS 두산 베어스》&《한화 이글스 VS SK 와이번스》 중계방송으로 결방.
- 4월 3일 : 《천안함 피격 사건》 여파로 인한 결방.
- 4월 17일 ~ 4월 24일 : MBC 파업으로 인한 결방.
- 11월 27일 : 《2010 광저우 아시안 게임》 중계방송으로 인한 결방.

2011년
- 4월 2일 : MBC 스포츠 2011년 한국프로야구《LG 트윈스 VS 두산 베어스》 중계방송으로 인한 결방.
- 10월 29일 : MBC 스포츠 2011년 한국프로야구 한국시리즈 4차전 《삼성 라이온즈 VS SK 와이번스》 중계방송으로 인한 결방.
- 11월 26일 : MBC 스포츠 2011년 한국프로야구 아시아 시리즈 《삼성 라이온즈 VS 후쿠오카 소프트뱅크 호크스》 중계방송으로 인한 결방.
- 12월 31일 : 《2011 MBC 가요대제전》 편성으로 인한 결방에 따라 일일시트콤 《하이킥! 짧은 다리의 역습》 재방송으로 대체.

2012년
- 12월 8일 : 대한민국-베트남 수교 20주년을 맞이해 베트남에서 특집으로 방송.
- 12월 29일 : 2012 연말결산 특집 하이라이트로 방송.

2013년
- 3월 30일 : MBC 스포츠 2013년 한국프로야구 개막전 《두산 베어스 VS 삼성 라이온즈》&《LG 트윈스 VS SK 와이번스》 중계방송으로 인한 결방.
- 9월 21일 (377회) : 2013 인천공항 스카이 페스티벌 특집으로 방송. (《K-POP 페스티벌》)

2014년
- 2월 15일 : 《2014 소치 동계 올림픽》 중계방송으로 인한 결방.
- 3월 29일 : MBC 스포츠 2014년 한국프로야구 개막전 《LG 트윈스 VS 두산 베어스》 중계방송으로 인한 결방.
- 4월 19일 ~ 5월 3일 : 《세월호 침몰 사고》 여파로 인한 결방.
- 9월 27일 : 《2014 인천 아시안 게임》 중계방송으로 인한 결방.
- 10월 4일 (425회) : 2014 인천공항 스카이 페스티벌 특집 녹화로(《K-POP 페스티벌》) 인해 오후 2시 35분에 방송.

2015년
- 3월 28일 : MBC 스포츠 2015년 KBO 리그 개막전 《SK 와이번스 VS 삼성 라이온즈》 중계방송으로 인한 결방.
- 5월 30일 : MBC 스포츠 2015년 KBO 리그 《한화 이글스 VS 롯데 자이언츠》 중계방송으로 인한 결방.
- 8월 1일 : 2015 울산 서머페스티벌 특집으로 방송.
- 10월 10일 : MBC 스포츠 2015년 KBO 리그 준플레이오프 1차전 《넥센 히어로즈 VS 두산 베어스》 중계방송으로 인한 결방.
- 10월 31일 : MBC 스포츠 2015년 한국시리즈 5차전 《삼성 라이온즈 VS 두산 베어스》 중계방송으로 인한 결방.

2016년
- 4월 2일 : MBC 스포츠 2016년 KBO 리그 개막전 《롯데 자이언츠 VS 넥센 히어로즈》 중계방송으로 인한 결방.
- 7월 30일 : 2016 울산 서머페스티벌 특집으로 방송.
- 9월 10일 (521회) : 2016 인천공항 스카이 페스티벌 특집으로 방송.
- 10월 8일 : 《2016 DMC 페스티벌 - 뮤콘 개막특집 AMN 빅 콘서트》 편성으로 인한 결방.
- 12월 31일 : 《2016 MBC 가요대제전》 편성으로 인한 결방.

2017년
- 1월 28일 : 설특집 《나 혼자 산다》 스페셜 편성으로 인한 결방.
- 3월 11일 : 박근혜 대통령 탄핵 관련 MBC 뉴스특보 편성으로 인한 결방에 따라 반지의 여왕 스페셜(1~2회 재방송)로 대체.
- 3월 18일 (544회) : 3월 11일 녹화방송.
- 4월 1일 : MBC 스포츠 2017년 KBO 리그 개막전 《LG 트윈스 VS 넥센 히어로즈》 중계방송으로 인한 결방.
- 7월 29일 (562회) : 2017 울산 서머페스티벌 특집으로 방송.
- 9월 9일 ~ 11월 18일 : MBC 파업으로 결방.
- 12월 30일 : 《2017 MBC 가요대제전》 편성으로 인한 결방에 따라 《발칙한 동거 - 빈방 있음》 재방송으로 대체.

2018년
- 2월 10일 ~ 2월 17일 : 《2018 평창 동계 올림픽》 중계방송으로 인한 결방.
- 3월 24일 : MBC 스포츠 2018년 KBO 리그 개막전 《롯데 자이언츠 VS SK 와이번스》 중계방송으로 인한 결방.
- 5월 5일 : MBC 스포츠 2018년 KBO 리그 《두산 베어스 VS LG 트윈스》 중계방송으로 인한 결방.
- 7월 28일 : 2018 울산 서머페스티벌 특집으로 방송.
- 8월 25일 ~ 9월 1일 : 《2018 자카르타-팔렘방 아시안 게임》 중계방송으로 인한 결방.
- 9월 15일 : 2018 DMC 페스티벌 코리안 뮤직 웨이브 편성으로 인한 결방.
- 11월 10일 : MBC 스포츠 2018년 한국시리즈 5차전 《두산 베어스 VS SK 와이번스》 중계방송으로 인한 결방.
- 11월 17일 : 녹화 방송.
- 12월 29일 : 《2018 MBC 가요대제전》 편성으로 인한 결방에 따라 연말특집 하이라이트로 방송.

2019년
- 2월 9일 : 2019 설특집 아이돌스타 육상 선수권대회 재방송과 나 혼자 산다 스페셜 편성으로 인한 결방.
- 3월 23일 : MBC 스포츠 2019년 KBO 리그 개막전 《LG 트윈스 VS KIA 타이거즈》 중계방송으로 인한 결방.
- 5월 4일 : MBC 스포츠 2019년 KBO 리그 《SK 와이번스 VS 롯데 자이언츠》 중계방송으로 인한 결방.
- 7월 13일 : 2019 FINA 광주세계수영선수권 다이빙 여자 1M스프링보드 결승 중계방송으로 인한 결방에 따라 오후 4시 55분에 방송.
- 7월 27일 : 2019 울산 서머페스티벌 특집으로 방송.
- 8월 3일 : 제22회 보령머드축제 : K-POP SUPER CONCERT 특집으로 방송.
- 9월 7일 : 태풍 링링 북상 관련 MBC 뉴스특보 편성으로 인한 결방.
- 9월 14일 : 녹화방송.
- 10월 5일 : 《어쩌다 발견한 하루》와 《마이 리틀 텔레비전 V2》 재방송으로 인한 결방.
- 10월 12일 : 녹화방송.
- 10월 19일 : 2019 아시아 송 페스티벌 특집으로 방송.
- 11월 30일 : 2019 오렌지라이프 챔피언스 트로피 박인비 인비테이셔널 중계방송으로 인한 결방.
- 12월 21일 : 크리스마스 특집 하이라이트로 방송.
- 12월 28일 : 《2019 MBC 가요대제전》 편성으로 인한 결방에 따라 연말특집 하이라이트로 방송.

2020년
- 1월 25일 : 설 연휴로 인해 《수목 미니시리즈 더 게임: 0시를 향하여》 재방송으로 인한 결방.
- 5월 16일 : MBC 스포츠 2020년 KBO 리그 《롯데 자이언츠 VS 한화 이글스》 중계방송으로 인한 결방.
- 6월 6일 : MBC 스포츠 2020년 KBO 리그 《KIA 타이거즈 VS 두산 베어스》 중계방송으로 인한 결방.
- 8월 8일 : 2020 오렌지라이프 챔피언스 트로피 박인비 인비테이셔널 중계방송으로 인한 결방.
- 10월 3일 : 추석 연휴로 인해 2020 추석특집 아이돌 멍멍 선수권대회 스페셜 편성으로 인한 결방.
- 10월 24일 : 2020 DMZ 평화콘서트 《LIVE in DMZ》 편성으로 인한 결방.
- 11월 21일 : 《전주 Jeonju Ultimate Music Festival》 특집으로 방송.
- 12월 19일 : 코로나19 확산으로 인한 결방.
- 12월 26일 : 《2020 MBC 가요대제전》 편성으로 인한 결방에 따라 연말특집 하이라이트로 방송.

2021년
- 2월 13일 : 설 연휴로 인해 사진 정리 서비스 폰클렌징 재방송으로 인한 결방.
- 4월 3일 : MBC 스포츠 2021년 KBO 리그 개막전 《삼성 라이온즈 VS 키움 히어로즈》 중계방송으로 인한 결방.
- 4월 10일 : MBC 스포츠 2021년 KBO 리그 《SSG 랜더스 VS LG 트윈스》 중계방송으로 인한 결방.
- 7월 24일 ~ 8월 7일 : 《2020 도쿄 하계 올림픽》 중계방송으로 3주간 결방.
- 9월 18일 : 추석 연휴 및 《선을 넘는 녀석들 마스터-X》 스페셜 편성으로 인한 결방.
- 12월 25일(752회): 《2021 MBC 가요대제전》 편성으로 인한 결방에 따라 크리스마스 특집 하이라이트로 방송.

2022년
- 1월 1일: 《방과후 설렘》 재방송으로 인한 결방.
- 1월 29일: 설 연휴로 인해 《트레이서》 재방송으로 인한 결방.
- 2월 5일 ~ 2월 19일: 《2022 베이징 동계 올림픽》 중계방송으로 3주간 결방.
- 4월 2일: MBC 스포츠 2022년 KBO 리그 개막전 《LG 트윈스 VS KIA 타이거즈》 중계방송으로 인한 결방.
- 4월 16일: 4.16 세월호 참사 8주기 기억식 편성으로 인한 결방.
- 5월 21일: 한미정상회담 관련 MBC 뉴스특보 편성으로 인한 결방에 따라 오후 2시 20분으로 방송.
- 5월 28일: MBC 스포츠 2022년 KBO 리그 《키움 히어로즈 VS 롯데 자이언츠》 중계방송으로 인한 결방.
- 6월 18일: MBC 스포츠 2022년 KBO 리그 《LG 트윈스 VS 키움 히어로즈》 중계방송으로 인한 결방.
- 7월 30일: 보령머드축제 특집 방송 취소로 인해 《도포자락 휘날리며》 재방송으로 인한 결방.
- 8월 13일(775회): 울산 서머페스티벌 20주년 특집으로 방송.
- 9월 10일: 추석 연휴로 인해 MBC 스포츠 2022년 KBO 리그 《KIA 타이거즈 VS 두산 베어스》 중계방송으로 인한 결방.
- 10월 15일: 《금수저》 재방송으로 인한 결방.
- 11월 5일: 이태원 압사 참사의 여파로 인한 결방.
- 12월 24일(791회): 크리스마스 특집 하이라이트로 방송.
- 12월 31일: 《2022 MBC 가요대제전》 편성으로 인한 결방.

2023년
- 1월 21일: 설 연휴 및 《금혼령》 재방송으로 인한 결방.
- 4월 1일: MBC 스포츠 2023년 KBO 리그 개막전 《KIA 타이거즈 VS SSG 랜더스》 중계방송으로 인한 결방.
- 8월 12일(821회): 2023 울산 서머페스티벌 특집으로 방송.
- 8월 19일(822회): 2023 천안 K컬처 박람회 일환으로 열리는 K-POP 콘서트 특집으로 방송.
- 9월 30일 ~ 10월 7일 : 2022 항저우 아시안 게임 중계방송으로 2주간 결방.
- 12월 23일(838회): 크리스마스 특집 하이라이트로 방송.
- 12월 30일: 《2023 MBC 가요대제전》 준비로 인한 결방.

2024년
- 1월 6일: 《2023 MBC 가요대제전》 스페셜 편성으로 인한 결방.
- 2월 10일: 설 연휴로 인해 미스터리 음악쇼 복면가왕 스페셜 편성으로 인한 결방.
- 3월 23일: MBC 스포츠 2024년 KBO 리그 개막전 《키움 히어로즈 VS KIA 타이거즈》 중계방송으로 인한 결방.
- 6월 29일: 결방.
- 7월 17일: 상반기 결산 특집 《쇼! 음악중심 인 재팬》 일본 로케이션으로 인해 밤 9시에 방송.
- 7월 27일 ~ 8월 3일 : 2024 파리 하계 올림픽 중계방송으로 인한 결방.
- 8월 10일(864회): 2024 파리 하계 올림픽 중계방송으로 인한 결방에 따라 오후 2시 20분에 방송.
- 8월 17일(865회): 2024 울산 서머페스티벌 특집으로 방송.
- 12월 7일 ~ 12월 14일 : 윤석열 대통령 비상계엄 관련 MBC 뉴스특보 편성으로 인한 결방.
- 12월 15일(881회): 12월 7일에 녹화로 진행된 방송분을 오후 2시 5분에 방송.
- 12월 28일(883회): 《2024 MBC 가요대제전》 편성으로 인한 하이라이트 방송.

2025년
- 1월 4일: 제주항공 2216편 활주로 이탈 사고의 여파로 인한 결방.
- 2월 1일: 설 연휴 여파로 인한 결방.
- 3월 22일: MBC 스포츠 2025년 KBO 리그 개막전 《NC 다이노스 VS KIA 타이거즈》 중계방송으로 인한 결방.
- 7월 5일: 프로그램 사정으로 결방. 이날 오후 3시 20분부터 4시 40분까지 미스터리 음악쇼 복면가왕 스페셜 10주년 특집 재방송으로 대체 편성.

## 시청률
시청률 조사회사인 TNmS와 닐슨코리아에 따르면 매주
토요일에 생방송 시청률 0~1%대를 최하위 집계한 것이다.
연간 평균 시청률은 2005~9년에는 3~5%이었으나, 2010년대 들어 점점 하락하는 모습을 보여 현재는 0~1%대 조차 넘지 못해 MBC 관계자 일각에선, 프로그램 존폐 여부를 묻는 목소리까지 많아졌다는 특징이 있다.

## 수상 경력
- 2011년 MBC 방송연예대상 쇼/버라이어티, 가수, MC "프로그램" 부문 특별상 티파니 & 유리 (소녀시대)
- 2014년 MBC 방송연예대상 뮤직 & 토크 부문 인기상 김소현, 지코, 민호 (샤이니)
- 2015년 MBC 방송연예대상 뮤직 & 토크 부문 인기상 민호 (샤이니)
- 2018년 MBC 방송연예대상 뮤직 & 토크 부문 여자 신인상 미나

## 기타
- 화면 좌측 하단에 한줄씩 노랫말 가사가 들어간 자막을 사용해 띄우고 있다.
- 오는 2024년부터 가사가 들어간 자막의 대괄호 안에 들어있는 가수 이름을 적용된다.

## 타이틀 변천사
| 기수 | 프로그램 타이틀     | 방송 기간                                                           |
| ---- | ------------------- | ------------------------------------------------------------------- |
| 1기  | 무궁화 인기가요     | 1971년 10월 8일 ~ 1971년 12월 24일                                  |
| 2기  | 금주의 인기가요     | 1972년 12월 25일 ~ 1975년 10월 4일                                  |
| 3기  | 인기가요20          | 1975년 10월 5일 ~ 1977년 3월 31일                                   |
| 4기  | MBC 인기가요제      | 1977년 4월 1일 ~ 1978년 4월 9일                                     |
| 5기  | 금주의 인기가요     | 1979년 4월 10일 ~ 1981년 3월 11일                                   |
| 6기  | 인기가요 퍼레이드   | 1981년 3월 19일 ~ 1981년 9월 24일                                   |
| 7기  | 내가 뽑은 인기가요  | 1983년 11월 4일 ~ 1984년 4월 27일                                   |
| 8기  | 쇼 네트워크         | 1989년 10월 30일 ~ 1990년 11월 2일                                  |
| 9기  | 여러분의 인기가요   | 1990년 11월 9일 ~ 1993년 4월 30일                                   |
| 10기 | 결정! 최고 인기가요 | 1993년 5월 7일 ~ 1993년 10월 8일                                    |
| 11기 | 인기가요 BEST 50    | 1995년 4월 21일 ~ 1998년 1월 17일                                   |
| 12기 | 생방송 젊은 그대    | 1998년 1월 24일 ~ 1998년 4월 18일                                   |
| 13기 | 생방송 음악캠프     | 1998년 4월 25일 ~ 1999년 1월 23일 1999년 5월 15일 ~ 2005년 7월 30일 |
| 14기 | 쇼! 음악중심        | 2005년 10월 29일 ~ 현재                                             |

## 경쟁 프로그램
- 뮤직뱅크 (KBS 2TV)
- SBS 인기가요 (SBS TV)